# West Indies Cricket Team in Indien in der Saison 1987/88
Die Tour des West Indies Cricket Teams nach Indien in der Saison 1987/88 fand vom 25. November 1987 bis zum 25. Januar 1988 statt. Die internationale Cricket-Tour war Bestandteil der Internationalen Cricket-Saison 1987/88 und umfasste vier Tests und sieben ODIs. Die West Indies gewannen die ODI-Serie 6–1, während die Test-Serie 1–1 unentschieden endete.

## Vorgeschichte
Beide Mannschaften spielten zuvor beim Cricket World Cup 1987, in dem die West Indies in der Gruppenphase scheiterte und Indien das Halbfinale erreichte.
Das letzte Aufeinandertreffen der beiden Mannschaften fand in der Saison 1983/84 in Indien statt.

## Stadien
Die folgenden Stadien wurden für die Tour als Austragungsort vorgesehen.
| Stadion                                | Stadt              | Kapazität | Spiele          |
| -------------------------------------- | ------------------ | --------- | --------------- |
| Sardar Patel Stadium                   | Ahmedabad          | 54.000    | ODI             |
| Feroz Shah Kotla                       | Delhi              | 48.000    | 1. Test         |
| Nahar Singh Stadium                    | Faridabad          | 25.000    | 5. ODI          |
| Nehru Stadium                          | Guwahati           | 15.000    | 2. ODI          |
| Captain Roop Singh Stadium             | Gwalior            | 18.000    | 6. ODI          |
| Eden Gardens                           | Kalkutta           | 82.000    | 3. Test; 3. ODI |
| M. A. Chidambaram Stadium              | Madras             | 46.000    | 4. Test         |
| Wankhede Stadium                       | Mumbai             | 33.000    | 2. Test         |
| Vidarbha Cricket Association Stadium   | Nagpur             | 45.000    | 1. ODI          |
| Saurashtra Cricket Association Stadium | Rajkot             | 28.000    | 4. ODI          |
| University Stadium                     | Thiruvananthapuram | 20.000    | 7. ODI          |

## Kaderlisten
Die folgenden Kader wurden von den Mannschaften benannt.
| Test | Test | ODI | ODI |
| Indien | West Indies | Indien | West Indies |
| --- | --- | --- | --- |
| - Mohinder Amarnath - Arun Lal - Arshad Ayub - Mohammad Azharuddin - Narendra Hirwani - Kapil Dev - Raman Lamba - Sanjay Manjrekar - Kiran More - Woorkeri Raman - Ajay Sharma - Chetan Sharma - Ravi Shastri - Maninder Singh - Kris Srikkanth - Dilip Vengsarkar | - Kenny Benjamin - Clyde Butts - Winston Davis - Jeff Dujon - Gordon Greenidge - Roger Harper - Desmond Haynes - Carl Hooper - Gus Logie - Patrick Patterson - Viv Richards - Richie Richardson - Phil Simmons - Courtney Walsh | - Mohinder Amarnath - Arshad Ayub - Mohammad Azharuddin - Kapil Dev - Anshuman Gaekwad - Narendra Hirwani - Arun Lal - Raman Lamba - Sanjay Manjrekar - Kiran More - Chandrakant Pandit - Manoj Prabhakar - Woorkeri Raman - Ajay Sharma - Chetan Sharma - Sanjeev Sharma - Ravi Shastri - Maninder Singh - Kris Srikkanth - Dilip Vengsarkar - Sadanand Viswanath | - Eldine Baptiste - Kenny Benjamin - Winston Davis - Jeff Dujon - Gordon Greenidge - Roger Harper - Desmond Haynes - Carl Hooper - Gus Logie - Patrick Patterson - Viv Richards - Richie Richardson - Phil Simmons - Courtney Walsh - David Williams |

## Tour Matches

### Erster Test in Delhi
| 25. – 29. November Scorecard | Delhi | Indien 75 (30.5) & 327 (113.3)    | – | West Indies 127 (47.1) & 276-5 (85.3) |
|                              |       | West Indies gewinnt mit 5 Wickets |   |                                       |

### Zweiter Test in Mumbai
| 11. – 16. Dezember Scorecard | Mumbai | Indien 281 (67.4) & 173 (46) | – | West Indies 337 (103.3) & 4-1 (2) |
|                              |        | Remis                        |   |                                   |

### Dritter Test in Kalkutta
| 26. – 31. Dezember Scorecard | Kalkutta | West Indies 530-5d (151.5) & 157-2 (62) | – | Indien 565 (172.2) |
|                              |          | Remis                                   |   |                    |

### Vierter Test in Madras
| 11. – 15. Januar Scorecard | Madras | Indien 382 (104.1) & 217-8d (76) | – | West Indies 184 (73.3) & 160 (41.2) |
|                            |        | Indien gewinnt mit 255 Runs      |   |                                     |

## One-Day Internationals

### Erstes ODI in Nagpur
| 8. Dezember Scorecard | Nagpur | West Indies 203-8 (50)          | – | Indien 193 (44.4) |
|                       |        | West Indies gewinnt mit 10 Runs |   |                   |

### Zweites ODI in Guwahati
| 23. Dezember Scorecard | Guwahati (NS) | West Indies 187-7 (45/45)       | – | Indien 135 (41.3/45) |
|                        |               | West Indies gewinnt mit 52 Runs |   |                      |

### Drittes ODI in Kalkutta
| 2. Januar Scorecard | Kalkutta | Indien 222-7 (45/45)       | – | West Indies 166 (41.5/45) |
|                     |          | Indien gewinnt mit 56 Runs |   |                           |

### Viertes ODI in Rajkot
| 5. Januar Scorecard | Rajkot | Indien 221-7 (43/43)              | – | West Indies 225-4 (40.1/43) |
|                     |        | West Indies gewinnt mit 6 Wickets |   |                             |

### Fünftes ODI in Faridabad
| 19. Januar Scorecard | Faridabad | Indien 230-6 (50)                 | – | West Indies 231-6 (49.1) |
|                      |           | West Indies gewinnt mit 4 Wickets |   |                          |

### Sechstes ODI in Gwalior
| 22. Januar Scorecard | Gwalior | West Indies 278-6 (50)          | – | Indien 205 (41) |
|                      |         | West Indies gewinnt mit 73 Runs |   |                 |

### Siebtes ODI in Thiruvananthapuram
| 25. Januar Scorecard | Thiruvananthapuram | Indien 239-8 (45/45)              | – | West Indies 241-1 (42.5/45) |
|                      |                    | West Indies gewinnt mit 9 Wickets |   |                             |

### One-Day International in Ahmedabad
| 7. Januar Scorecard | Ahmedabad | West Indies 196 (48.3)         | – | Indien 194-9 (50) |
|                     |           | West Indies gewinnt mit 2 Runs |   |                   |

Der Status des Matches war lange umstritten. Indien wollte das dieses Teil der ODI-Serie wurde, die West Indies lehnten dieses ab. Letztendlich bekam es ODI-Status, wurde jedoch nicht als Teil der Serie angesehen.